# 徳島県立鳴門渦潮高等学校
徳島県立鳴門渦潮高等学校（とくしまけんりつ なるとうずしおこうとうがっこう、英: Tokushima Prefectural Naruto Uzushio High School）は、徳島県鳴門市大津町吉永にある県立高等学校。

## 設置学科
- 総合学科
  - 自然科学系列
  - 人文科学系列
  - 生活福祉系列
  - 総合ビジネス系列
  - 情報通信系列
- スポーツ科学科

## 概要
旧・鳴門第一高校と旧・鳴門工業高校とが合併して、2012年（平成24年）4月に新設された。
2014年（平成26年）度までは旧・鳴門第一高校跡地を撫養キャンパス、旧・鳴門工業高校跡地を大津キャンパスとして併用したが、2015年（平成27年）度以降は大津キャンパスに統合。撫養キャンパスについてはグラウンド、テニスコート、弓道場、耐震基準を満たしたクラブハウスや情報実習棟が専攻実技種目の授業、部活動に使用されている。
徳島県の公立高校では、体育に関する学科（スポーツ科学科）が最初に設けられた学校である。なお、校名は一般公募を経て、2010年（平成22年）11月5日に「鳴門渦潮」と決定された。

## 部活動・同好会

### 体育部
- 硬式野球
  - 統合前の旧鳴門工（春5回・夏5回）・旧鳴門第一（春4回・夏1回[注釈 1]）は、それぞれ甲子園への出場経験がある。2017年夏（第99回）には統合後初の甲子園出場を決めた。出場回数や戦績に関しては鳴門工と鳴門第一の出場回数を合算して引き継いでいる。硬式野球部の甲子園での戦績については全国高等学校野球選手権大会 (徳島県勢)及び選抜高等学校野球大会 (徳島県勢)を参照。
- サッカー（男女）
  - 女子サッカー部は創部1年目で全日本高等学校女子サッカー選手権大会に出場を果たした。
- バレーボール
- バスケットボール
- 軟式野球
- 硬式テニス
- 女子ラグビー
- バドミントン
- 弓道
- 柔道
- 剣道
- 陸上
- ゴルフ
- 卓球

### 文化部
- 写真
- 軽音楽
- 茶道
- 社会問題研究
- 書道
- 美術
- 情報
- インターアクト

## 著名な関係者

### 教員
- 高橋広 - 元・硬式野球部監督。旧・鳴門工業高校時代から教諭及び監督を務めていた。定年を間近に控えた2015年1月から早稲田大学野球部監督となった。

### 主な出身者
- 美間優槻（元プロ野球選手、2012年広島東洋カープドラフト5位指名）※入学は鳴門工業高校。
- 多田大輔（元プロ野球選手、2014年広島東洋カープドラフト7位指名）
- 平間隼人（プロ野球選手、徳島インディゴソックスを経て2019年読売ジャイアンツ育成ドラフト1位指名）
- 野口智哉（プロ野球選手、関西大学を経て2021年オリックス・バファローズドラフト2位指名）
- 德山一翔（プロ野球選手、環太平洋大学を経て2024年東北楽天ゴールデンイーグルスドラフト2位指名）
- 德永結羽（ラグビー選手、7人制女子日本代表）
- 新堀華波（サッカー選手、アルビレックス新潟レディース）